# RiverCentre

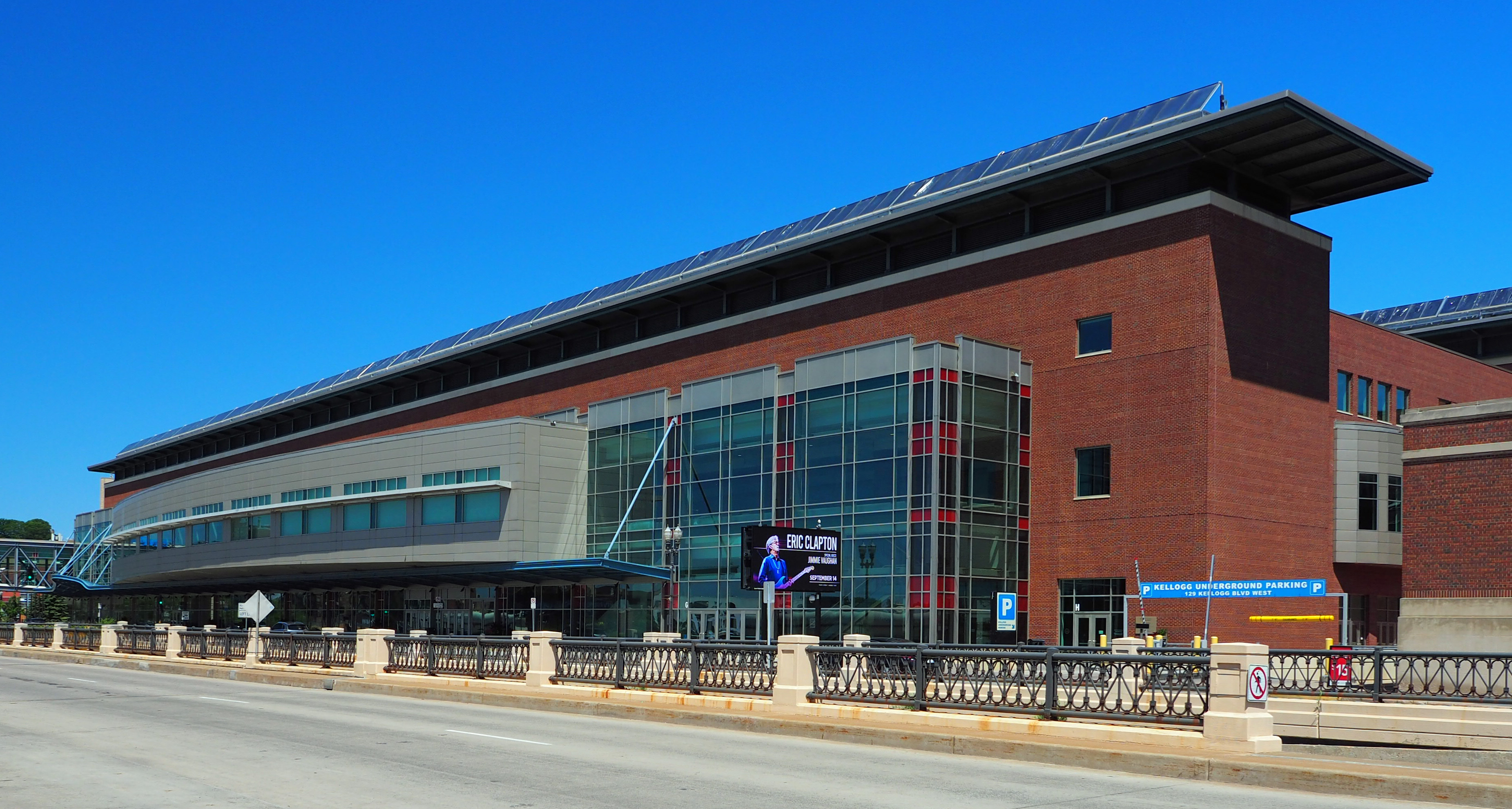
Das Saint Paul RiverCentre

Das RiverCentre (früher Civic Center) ist ein Konferenzzentrum in Saint Paul, Minnesota.

## Die Arena
Das St. Paul Civic Center war eine Mehrzweckhalle in Saint Paul, Minnesota. Es wurde am 1. Januar 1973 eröffnet und fasste über 18.400 Zuschauer. Es diente für Hockey-Veranstaltungen und Konzerte; so spielte hier Eric Clapton im Rahmen seiner Pilgrim World Tour.
1999 wurde es abgerissen und durch das Xcel Energy Center ersetzt.